# النبالة في الألعاب الأولمبية الصيفية 2016
نظمت فعاليات النبالة في دورة الألعاب الأولمبية الصيفية 2016 على مدة سبعة أيام بين 6 و12 أوت. وقد تم تنظيم أربع مسابقات في سابادورم ماركي دي سابوكاي.

## نظام المسابقة
يتنافس 128 رياضي في أربعة مسابقات: فردي رجال، فردي نساء، فرق رجال وفرق نساء.
تعتمد المسابقات الأربعة على سهام الريكوفا، وتلتزم بقواعد مسافة الـ70 متر المعتمدة من قبل الجامعة الدولية للنبالة. تنطلق المسابقة بجولة ترتيبية يشارك فيها 64 رياضي من كل جنس. كل رياضي يرمي 72 سهم ليتم ترتيبهم فيما بعد بين 1 و64 استنادا لمجموع النقاط.
تستعمل الجولة الترتيبية أيضا لترتيب الفرق، اعتمادا على مجموع نقاط أفراد كل فريق.
كل المسابقات تعتمد على نظام خروج المغلوب. ما عدى الأدوار النصف النهائية أين يلعب المغلوبين مقابلة لتحديد صاحب الميدالية البرنزية.
| االنبالة في الألعاب الأولمبية الصيفية 2016 | االنبالة في الألعاب الأولمبية الصيفية 2016 | االنبالة في الألعاب الأولمبية الصيفية 2016 | االنبالة في الألعاب الأولمبية الصيفية 2016 | االنبالة في الألعاب الأولمبية الصيفية 2016 |
| ------------------------------------------ | ------------------------------------------ | ------------------------------------------ | ------------------------------------------ | ------------------------------------------ |
| قائمة المشاركين                            |                                            |                                            |                                            |                                            |
| فردي                                       |                                            | رجال                                       |                                            | نساء                                       |
| فرق                                        |                                            | رجال                                       |                                            | نساء                                       |

### المسابقات الفردية
في المسابقات الفردية يدخل المشاركون الـ64 المسابقة منذ الدور الأول، الدور الترتيبي. التقسيم يتم استنادا لنتيجة الدور الترتيبي حيث يتنافس صاحب المرتبة الأولى وصاحب المرتبة 64.
يتم احتساب النقاط في كل مقابلة استنادا إلى نظام جولة النبالة الأولمبية، والتي تتمثل في 5 أشواط، يحق لكل رياضي اطلاق 3 أسهم في كل شوط. تسند نقطتين للفائز في كل شوط ونقطة لكل من الرياضيين في حالة التعادل. في حالة التعادل 5-5، يطلق كل رياضي سهم واحد، والأقرب لنقطة المركزية هو الفائز.

### مسابقات الفرق
في مسابقات الفرق، تترشح الفرق الأربعة الأولى تلقائيا لدور الربع النهائي، أما بقية الفرق المرتبة من 5 إلى 12 فتتنافس للتحصل على بقية الأربعة أماكن في الدور الربع النهائي.
لأول مرة، تتبع مسابقات الفرق نظام جولة النبالة الأولمبية كما هو الحال مع المسابقات الفردية.

## البرنامج
كل المواعيت موافقة للتوقيت البرازيلي (ت ع م-03:00)
| اليوم   | التاريخ                | الانطلاق  | الانتهاء     | المسابقة  | المرحلة                                                      |
| ------- | ---------------------- | --------- | ------------ | --------- | ------------------------------------------------------------ |
| اليوم 0 | الجمعة 5 أغسطس 2016    |           |              | فردي رجال | جولة ترتيبية                                                 |
| اليوم 0 | الجمعة 5 أغسطس 2016    | فردي نساء | جولة ترتيبية |           |                                                              |
| اليوم 1 | السبت 6 أغسطس 2016     | 9:00      | 17:45        | فرق رجال  | التصفيات/ جولة الميداليات                                    |
| اليوم 2 | الأحد 7 أغسطس 2016     | 9:00      | 17:45        | فرق نساء  | التصفيات/ جولة الميداليات                                    |
| اليوم 3 | الإثنين 8 أغسطس 2016   | 9:00      | 17:45        | فردي رجال | تصفيات الـ1/64 والـ1/32                                      |
| اليوم 3 | الإثنين 8 أغسطس 2016   | 9:00      | 17:45        | فردي نساء | تصفيات الـ1/64 والـ1/32                                      |
| اليوم 4 | الثلاثاء 9 أغسطس 2016  | 9:00      | 17:45        | فردي رجال | تصفيات الـ1/64 والـ1/32                                      |
| اليوم 4 | الثلاثاء 9 أغسطس 2016  | 9:00      | 17:45        | فردي نساء | تصفيات الـ1/64 والـ1/32                                      |
| اليوم 5 | الإربعاء 10 أغسطس 2016 | 9:00      | 18:55        | فردي رجال | تصفيات الـ1/64 والـ1/32                                      |
| اليوم 5 | الإربعاء 10 أغسطس 2016 | 9:00      | 18:55        | فردي نساء | تصفيات الـ1/64 والـ1/32                                      |
| اليوم 6 | الخميس 11 أغسطس 2016   | 9:00      | 17:10        | فردي رجال | تصفيات الـ1/8/ الربع النهائي/ النصف النهائي/ جولة الميداليات |
| اليوم 7 | الجمعة 12 أغسطس 2016   | 9:00      | 17:10        | فردي نساء | تصفيات الـ1/8/ الربع النهائي/ النصف النهائي/ جولة الميداليات |

## التصفيات
لكل لجنة أولمبية وطنية الحق في تشريك 6 رياضيين على أقصى تقدير، 3 من كل جنس. كل لجنة أولمبية تتمكن من ترشيح ثلاثة رياضيين من جنس معين لديها الحق في تشريك فريق من 3 أفراد في مسابقة الفرق كما يمكن أن يشارك المترشحون في المسابقات الفردية على حد سواء. يوجد 12 مكان للفرق بالنسبة للـ36 مترشحا من خلال تصفيات الفرق. بقية اللجان الأولمبية الأخرى لديها الحق في ترشيح رياضي واحد على الأكثر بالنسبة لكل جنس.
ستة أماكن محجوزة للبرازيل بصفتها البلد المنظم، ونحو ستة أماكن أخرى سيتم تحديدها من قبل اللجنة الثلاثية. بقية الـ116 مكان أخر، يتم التحصل عليهم من خلال عملية التصفيات، والتي خلالها يفوز الرياضيين بأماكن للجانهم الأولمبية وليس بالضرورة لأنفسهم.
ليكون الرياضي مؤهلا للتنافس في الألعاب الأولمبية بعد تحصل لجنته الاولمبية على مكان، يجب أن يتوفر فيه شرط مجموع النقاط الأدني للتشرح التالي:
- رجال: جولة 70م بـ630 نقطة.
- نساء: جولة 70م بـ600 نقطة.

يجب أن يسجل مجموع النقاط الأدني للترشح بين 26 يوليو 2015 (انطلاقا من بطولة العالم للنبالة 2015) و11 يوليو 2016، وذلك خلال مسابقة معترف بها من قبل الجامعة الدولية للنبالة.

## الدول المشاركة
- أستراليا (4)
- النمسا (1)
- أذربيجان (1)
- بنغلاديش (1)
- بيلاروس (1)
- بلجيكا (1)
- بوتان (1)
- البرازيل (6)
- كندا (2)
- تشيلي (1)
- الصين (6)
- كولومبيا (4)
- كوبا (1)
- جمهورية الدومينيكان (1)
- مصر (2)
- إستونيا (1)
- فيجي (1)
- فنلندا (2)
- فرنسا (3)
- جورجيا (3)
- ألمانيا (2)
- اليونان (1)
- بريطانيا العظمى (2)
- الهند (4)
- إندونيسيا (4)
- إيران (1)
- إيطاليا (6)
- ساحل العاج (1)
- اليابان (4)
- كازاخستان (2)
- كينيا (1)
- ليبيا (1)
- مالاوي (1)
- ماليزيا (3)
- المكسيك (4)
- مولدوفا (1)
- منغوليا (1)
- مينمار (1)
- نيبال (1)
- هولندا (3)
- كوريا الشمالية (1)
- النرويج (1)
- بولندا (1)
- روسيا (3)
- سلوفاكيا (2)
- كوريا الجنوبية (6)
- إسبانيا (4)
- السويد (1)
- تايبيه الصينية (6)
- تايلاند (1)
- تونغا (2)
- تركيا (2)
- أوكرانيا (4)
- الولايات المتحدة (4)
- فنزويلا (2)
- زيمبابوي (1)

## خلاصة الميداليات

### جدول الميداليات
| الترتيب | منتخب            | ذهبية | فضية | برونزية | المجموع |
| ------- | ---------------- | ----- | ---- | ------- | ------- |
| 1       | كوريا الجنوبية   | 4     | 0    | 1       | 5       |
| 2       | الولايات المتحدة | 0     | 1    | 1       | 2       |
| 3       | ألمانيا          | 0     | 1    | 0       | 1       |
| 3       | فرنسا            | 0     | 1    | 0       | 1       |
| 3       | روسيا            | 0     | 1    | 0       | 1       |
| 6       | أستراليا         | 0     | 0    | 1       | 1       |
| 6       | تايبيه الصينية   | 0     | 0    | 1       | 1       |
| المجموع | المجموع          | 4     | 4    | 4       | 12      |

### أصحاب الميداليات
| Event     | الذهبية | الفضية | البرونزية |
| --------- | ------- | ------ | --------- |
| فردي رجال |         |        |           |
| فرق رجال  |         |        |           |
| فردي نساء |         |        |           |
| فرق نساء  |         |        |           |